# Toivakkolampi
Toivakkolampi är en sjö i kommunen Sonkajärvi i landskapet Norra Savolax i Finland. Den är 3,3 meter djup. Arean är 39 hektar och strandlinjen är 3,41 kilometer lång. Sjön  ingår i Vuoksens huvudavrinningsområde.   Den ligger omkring 95 kilometer norr om Kuopio och omkring 420 kilometer norr om Helsingfors. 